# Domino (comics)
Pour les articles homonymes, voir Domino.
Domino est une super-héroïne évoluant dans l'univers Marvel de la maison d'édition Marvel Comics. Créé par le scénariste Fabian Nicieza et le dessinateur Rob Liefeld, le personnage de fiction apparaît pour la première fois dans le comic book X-Force #8 en mai 1992.
Le personnage a aussi été publié dans une série à son nom.

## Biographie du personnage

### Origines
Le véritable nom de Domino est inconnu, mais elle a déjà utilisé l'identité de Neena Beatrice Thurman quand elle était mariée.
Domino est l'alliée de Cable et l'a aidé à diriger les Nouveaux Mutants quand ces derniers ont quitté les X-Men. Il s'agissait en fait à l'époque d'un imposteur, une mutante métamorphe nommée Copycat. Pendant ce temps, la véritable Domino était prisonnière de Tolliver. Quand elle est libérée, elle reprend la place de Copycat au sein de l'équipe, désormais appelée X-Force.

### Parcours
Quand le groupe disparait de la circulation, Domino intègre X-Corporation mais retrouve ses anciens camarades.
Elle a fait partie d'une escouade du SHIELD, le Six Pack.
On l'a revue libérer les 198, avec l'aide de Shatterstar.
Lors d'une opération à Tokyo, elle rejoint la nouvelle équipe X-Force menée par Wolverine pour attraper le Fantôme.
Domino est la première personne à apprendre l'identité secrète de Rulk, le Hulk rouge. Ce dernier n'a d'autre choix que de la tuer. C'est uniquement grâce à la chance qu'elle réussit à lui échapper. Thunderbolt Ross et Doc Samson fournissent une liste de mercenaires à engager pour se lancer à la poursuite de Domino. Cette liste comprend Deadpool, le Punisher, Thundra, la Dynamo pourpre et Elektra. Ils trouvent Domino dans un bar. Quand ils se lancent pour la tuer, ils découvrent que tous les clients et personnel du bar sont en fait les membres d'X-Force. Leur chef, Wolverine, donne l'ordre suivant « X-Force ... tuez qui vous voulez. Mais le grand rouge est à moi ».

## Pouvoirs et capacités
Domino est une mutante capable d’initier inconsciemment et psychiquement des actes de télékinésie aléatoires qui affectent les probabilités en sa faveur.
En complément de ses pouvoirs, c'est une combattante aguerrie, sachant se servir d'armes à feu et d'armes de mêlée.
- Elle peut rendre improbables (mais non impossibles) des événements se produisant dans son champ de vision, la forçant ainsi à « avoir de la chance » et ses adversaires à avoir « de la malchance ». Ce phénomène de « champ de probabilité » peut aller de la défaillance d'un équipement ennemi à la frappe du commutateur approprié avec une balle perdue pour arrêter un réacteur nucléaire surchargé, etc. L'étendue de ses pouvoirs est encore inconnue.

## Apparitions dans d'autres médias
Sauf indication contraire, les informations mentionnées dans cette section peuvent être confirmées par la base de données cinématographiques IMDb,  présente dans la section « Liens externes ».

### Cinéma
Le personnage est interprété par Zazie Beetz dans Deadpool 2, sorti en mai 2018. Dans le film, Domino est recruté comme l'un des membres d'X-Force par Deadpool qui en est aussi le fondateur. Tout au long de l'histoire, Deadpool a du mal à prendre Domino au sérieux car il ne considère pas la chance comme un véritable super-pouvoir. Dans le film, Domino a la peau mate et la tache sur son œil gauche n'est plus noire mais blanche.

### Télévision
En 1993, le personnage apparait dans un épisode de la série d'animation X-Men, doublé en anglais par Jennifer Dale. Entre 2008 et 2009, Domino est présente dans 11 épisodes de Wolverine et les X-Men, doublée en français par Fabienne Loriaux et en anglais par Gwendoline Yeo et Serra Hirsch.

### Jeux vidéo
- 2011 : Ultimate Marvel vs. Capcom 3 (caméo uniquement)
- 2012 : Marvel: Avengers Alliance
- 2013 : Deadpool
- 2013 : Marvel Heroes
- 2022 : Marvel Snap